# Can Reixat
Can Reixat és una casa de Rupit i Pruit (Osona) inclosa a l'Inventari del Patrimoni Arquitectònic de Catalunya.

## Descripció
Casa mitgera assentada sobre el desnivell del terreny. Consta d'un únic tram i presenta dos portals a la planta emmarcats per una única llinda de roure. A la part esquerra s'hi obre una finestra d'arc còncau; el portal repeteix la mateixa motllura. Al primer pis hi ha una finestra amb l'ampit motllurat, espiera i sobrearc. La teulada presenta un ràfec molt ampli. A la part dreta de la façana hi ha una fornícula amb una creu de ferro. És construïda en pedra i morter de calç.

## Història
La importància dels edificis d'aquest carrer rau sobretot en la bellesa arquitectònica dels edificis que la integren, tots ells construïts als segles XVII-XVIII i que han estat restaurats amb molta fidelitat. L'establiment de cavallers al Castell de Rupit als segles XII-XIII donà un caire aristocràtic a la vila. Al segle xiv la demografia baixà considerablement, no obstant en el fogatge del segle xvi s'observa un cert creixement i al segle xvii comença a ésser un nucli important de població, ja que durant la guerra dels Segadors (1654) s'hi establiren molt francesos.